# Матхаф: Арабский музей современного искусства
Матхаф: Арабский музей современного искусства (араб. متحف : المتحف العربي للفن الحديث‎) — музей в Дохе, представляющий современное исламское искусство. Площадь музея составляет около 5 500 квадратных метров. Он расположен в здании бывшей школы, построенной в составе Образовательного города Дохи.

## Коллекция
Коллекция музея насчитывает более чем 6 000 предметов современного искусства, предлагающих редкий и всесторонний обзор тенденций и направлений в исламском искусстве, охватывающий период с 1840-х годов по настоящее время. Коллекция, которая первоначально была подарена шейхом Хассан бин Мохамед бин Али Аль-Тани фонду Qatar Foundation, позже перешла к Qatar Museums Authority. По словам дочери эмира: «С открытием Матхафа мы сделали Катар местом, где можно увидеть, изучить и обсудить творения арабских художников современной эпохи и нашего собственного времени».

## Выставки
Матхаф открылся 30 декабря 2010 года, представив выставку под названием Саджил (Sajjil), которое с арабского означает «акт записи», выставка демонстрировала обзор арабского искусства за последние 100 лет. Одновременно с этим в музее проводились Мероприятия (Interventions) (выставка новых работ 5 ведущих современных арабских художников: Диа Аззави, Фарида Белкахии, Ахмеда Навара, Ибрахима эль-Салахи и Хассана Шарифа) и выставка Told/Untold/Retold (новых работ 23 современных арабских художников).
Следующая крупная выставка в Матхафе, Cai Guo-Qiang: Saraab, проходила с 5 декабря 2011 года по 26 мая 2012 года. Cai Guo-Qiang: Saraab представила более 50 работ, в том числе 17 новых, известного китайского художника Цай Гоцяна.

## Галерея

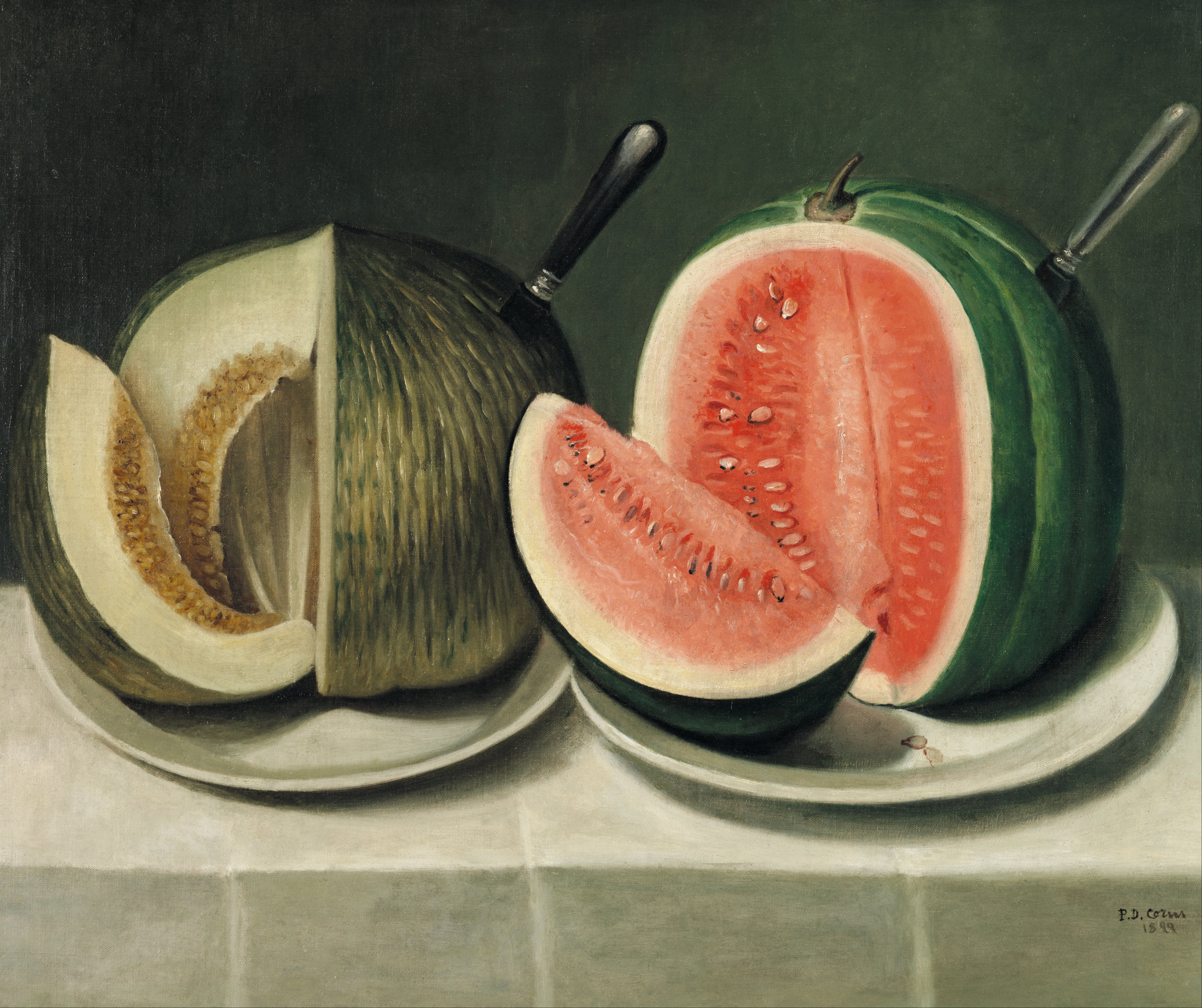
Дыни, Дауд Корм
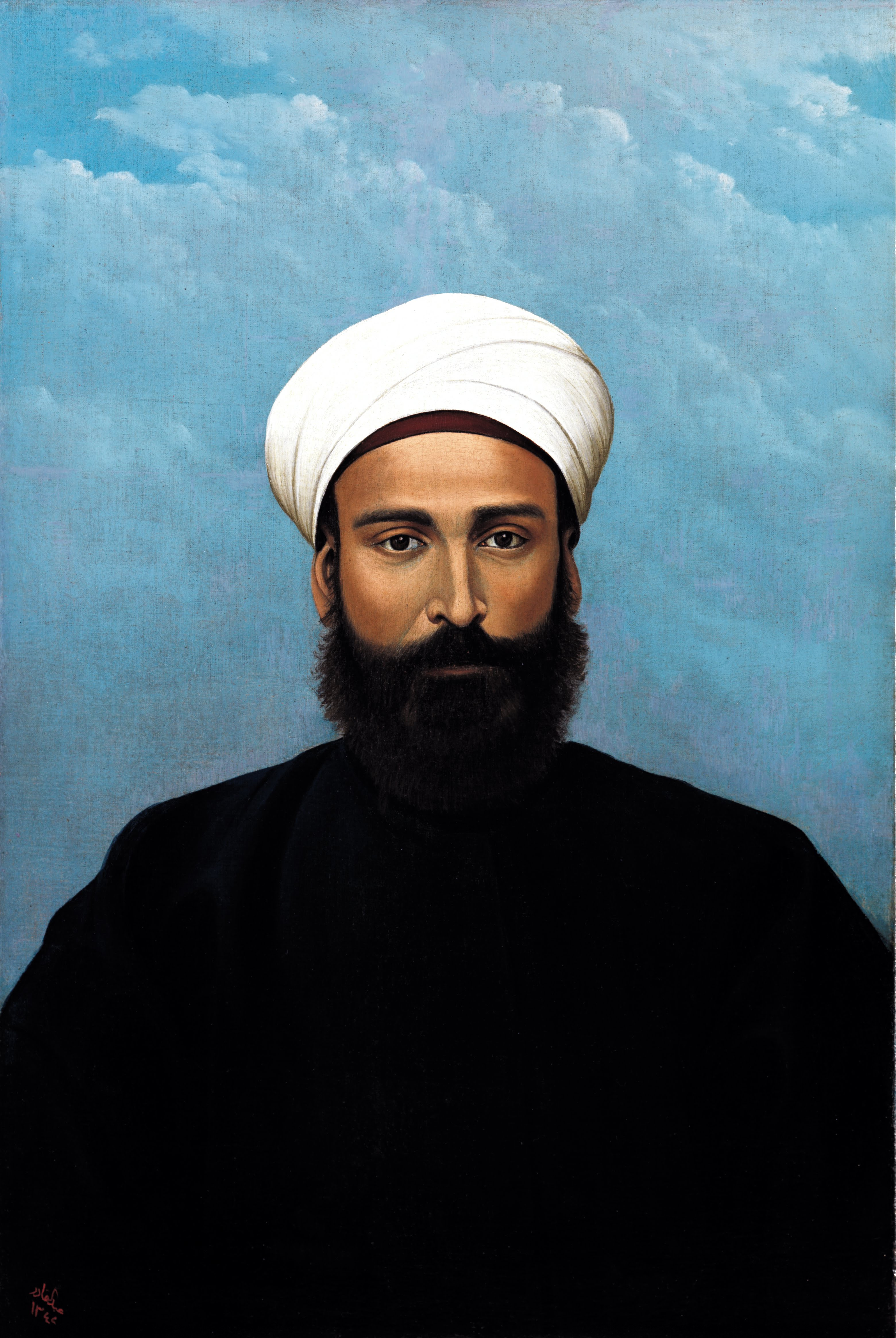
Портрет Мохамеда Даруиша аль-Аллуси, Абдул Кадир Аль-Рассам, 1924